# يوسوكي أداتشي
يوسوكي أداتشي مواليد 5 ديسمبر 1961 في كاناغاوا، هو مدرب كرة قدم ياباني.